# Magno José da Silva
Magno José da Silva (sinh ngày 6 tháng 1 năm 1992) là một cầu thủ bóng đá người Brasil.

## Sự nghiệp câu lạc bộ
Magno José da Silva hiện đang chơi cho Kawasaki Frontale.